# 和仁郡
和仁郡，中国南北朝时设置的郡。
西魏恭帝二年（555年）置和仁郡，属江州。治所在贵平县（今四川省简阳市西南，后移治今仁寿县东北贵坪）。辖境相当今四川成都市双流区、简阳市、仁寿县等地连界地区。下辖贵平县、平井县、可昙县。北周废除平井县、可昙县，新设籍县。隋文帝开皇三年（583年）废和仁郡，下辖贵平县、籍县归属陵州。